# Jean-Michel Ferri
Jean-Michel Ferri (Lione, 7 febbraio 1969) è un ex calciatore francese, di ruolo difensore.

## Palmarès

### Club
- Campionato francese: 1

Nantes-Atlantique: 1994-1995